# Nova Roma do Sul
Nova Roma do Sul est une municipalité brésilienne située dans l'État du Rio Grande do Sul.